# Hartley (Northumberland)
Pour les articles homonymes, voir Hartley.
Hartley est une ancienne ville du Northumberland au Royaume-Uni.

## Géographie
Hartley est située sur la mer du Nord à 26 km au nord-est de Newcastle.

## Histoire

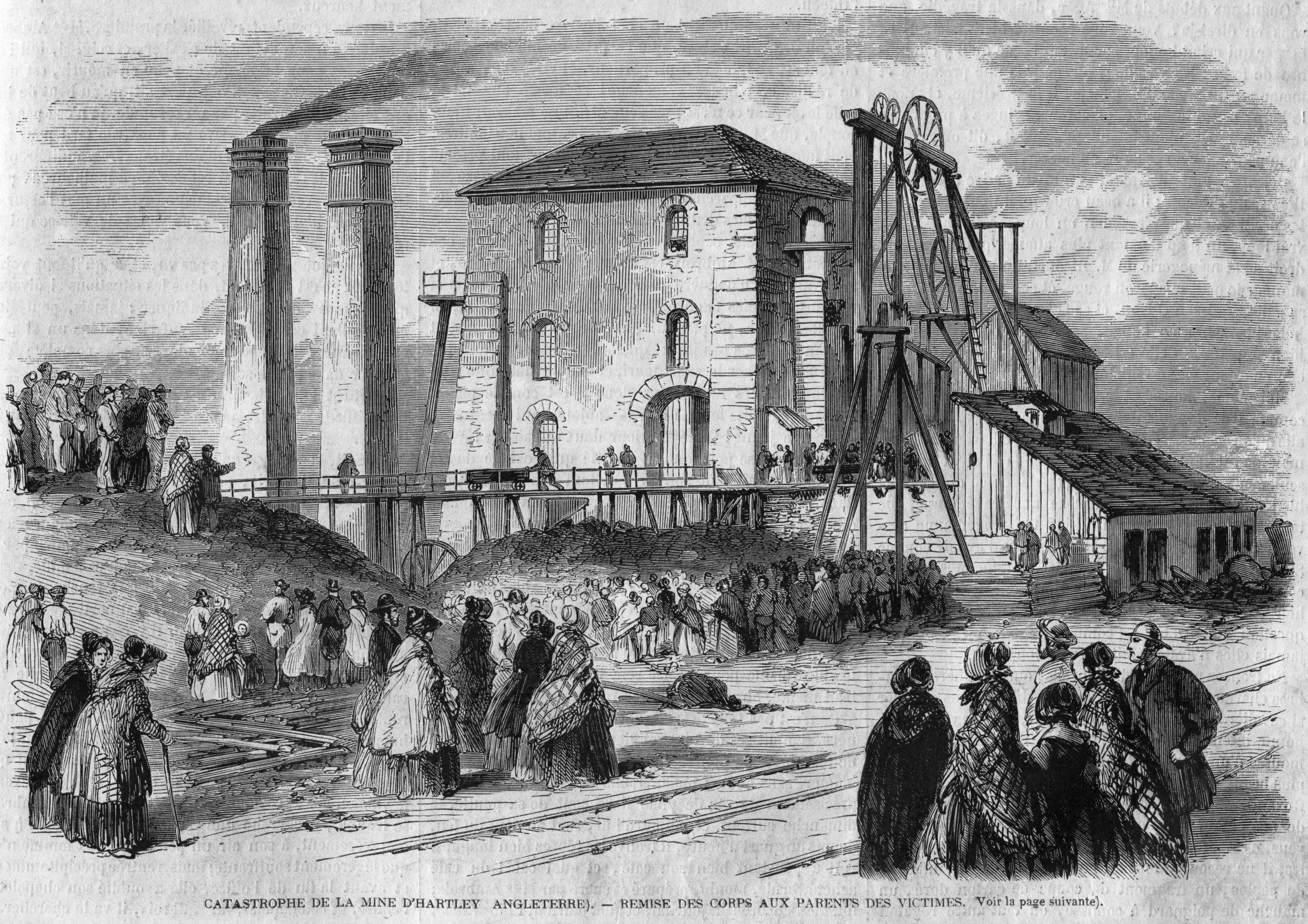
Catastrophe de la mine d'Hartley, L'Illustration, 1862

Le toponyme « Hartley » est attesté pour la première fois dans les Pipe Rolls (en) de 1167, où il apparaît sous le nom de Hertelawa. Le nom signifie « colline du cerf ».
La ville était connue au XIXe siècle pour ses productions de houille et de sel mais un grave accident s'y produit le 16 janvier 1862 qui fait 204 victimes.
Elle a été incorporée au XXe siècle à Seaton Sluice et a donné son nom au quartier de Hartley qui couvre Seaton Sluice et New Hartley. La population de ce quartier au recensement de 2011 était de 4 923 habitants. Hartley est parfois appelé Old Hartley pour le distinguer de New Hartley.

## Monument
- Seaton Delaval Hall